# Xian Y-20
Dimensions
Le Xi'an Y-20 (chinois : 运-20 ; pinyin : Yun-20) est un avion de transport militaire. Le projet a été développé par Xi'an Aircraft Industrial Corporation et a été officiellement lancé en  2006. Le nom de code officiel de l'avion est Kunpeng.

## Développement

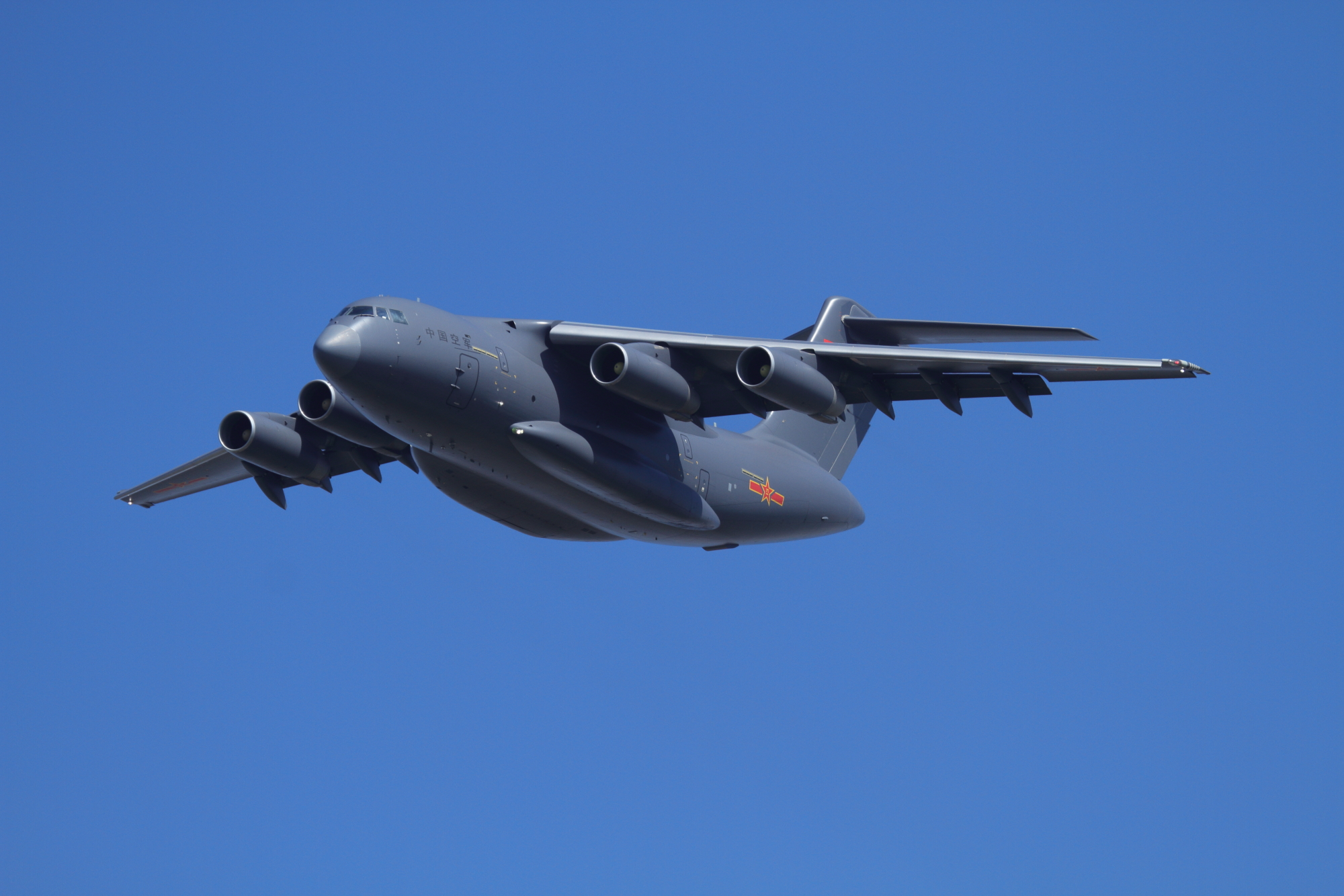
Un Y-20A en 2016.

Le programme prend ses origines dans les années 1990, mais les premières études concernant le Y-20 ont commencé en 2006. Le prototype Y-20 est motorisé par quatre moteurs Soloviev D-30KP-2 fabriqués par NPO Saturn et l'avion de production Y-20B bénéficiera de moteurs chinois plus puissants Shenyang WS-20. Des tests au sol ont été effectués en décembre 2012,,,.
L'avion a effectué son premier vol le 26 janvier 2013,, depuis la base de Yanlian.
On spécule qu'environ 40 Y-20 seront construits à 9 unités par an entre 2017 et 2020 seront motorisés avec des D-30KP-2 avant la production d'Y-20 ayant des moteurs chinois.
Le mercredi 6 juillet 2016, l’aviation militaire chinoise a annoncé l’entrée en service opérationnel de ses deux premiers exemplaires référencés comme des « 运-20A » (Y-20A) dotés de moteurs russes et immatriculés respectivement 11051 et 11052 au sein du 12e régiment de la 4e division de transport basé à Qionglai, Chengdu,.
Il effectue ses premières missions opérationnelles publiques en mai 2018 et ses missions à l'étranger débute en avril 2020.
Une version de ravitaillement en vol est en service depuis 2022.

## Description
L'avion se présente sous la forme d'un quadriréacteur à ailes hautes et empennage en T. Le fret est chargé à travers une grande rampe arrière. Le Y-20 est similaire à l'avion de type Iliouchine Il-76 mais contrairement à ce dernier, le sol de la soute et la rampe sont dotés de rails et de points d’accrochage standardisés, pour faciliter la mise en condition de la soute, le chargement et le déchargement des cargaisons.
Il peut décoller à vide sur une piste de 860 mètres ; avec 170 personnels et 8 tonnes de fret en soute — soit plus d'une vingtaine de tonnes de charge utile —, il utilise environ 1 040 mètres; et plus de 1 250 m pour une charge plus lourde.

## Versions
- Y-20A : Avion de transport
- Y-20B : utilisant les réacteurs chinois WS-20
- Y-20U (non officiel): Ravitaillement en vol en essai en 2020[19], entre en service en 2022
- Version porteur de lanceur aéroporté en développement en 2020[20]
- KJ-3000: Version AWACS effectuant son premier vol le 20 novembre 2024.